# Gongliquan
Il Gongliquan  è uno stile di arti marziali cinesi.
Il nome può essere reso con diversi ideogrammi con significati differenti:
1. 弓力拳 Pugilato della forza dell'arco;
2. 功力拳 Pugilato del compimento della forza o dell'efficacia;
3. 公立拳 Pugilato pubblico;
4. 公议拳 Pugilato di massa.

## Storia
Lo stile rifà le sue origini a Zhao Lian 赵莲 (1657-1748), un pugile dello Shanxi. 
Siccome è incentrato sul lavoro interno, presenta delle similitudini con il Taijiquan, il Baguazhang e lo Xingyiquan.
Esso si compone di tre forme: shang Jiazi 上架子, zhong Jiazi 中架子, xia Jiazi 下架子; queste forme sono coadiuvate e completate da esercizi di rafforzamento delle gambe, del busto e delle dita, l'allenamento con il sacco di sabbia ed il maneggio dell'asta.
Attualmente questo stile è diffuso in Shanxi ed in Hebei.

## Il Gongliquan della Jingwu Tiyu Hui
Con questo nome (功力拳 Pugilato del compimento della forza o dell'efficacia) esiste poi un esercizio utilizzato dalla Jingwu Tiyu Hui prima, e dalla Zhongyang guoshu guan poi. Probabilmente questa forma, oggi utilizzata nella maggior parte delle scuole di arti marziali cinesi di Taiwan, proviene dallo stile omonimo. In un elenco dei 10 Taolu di base della Jingwu Tiyu Hui possiamo leggere: (Il Gongliquan) possiede movimenti semplici e disadorni, potenti e vigorosi, le figure sono chiare con caratteristiche uguali, il momento di pratica presta attenzione ad attenersi alle norme dei movimenti, che devono essere pieni di energia, completamente sciolti, con un metodo di passi stabile. (具有動作簡樸，剛勁有力，招式清晰等特點，練習時講究動作規範，勁力充沛，乾淨俐落，步法穩固; juyou dongzuo jianpu, gangjingyouli, zhaoshi qingxi deng tedian, lianxi shi jiangjiu dongzuo guifan, jinli chongpei, qian jing liluo, bufa wengu)

## Un Pugilato del Compimento della Forza
In Cina è stata prodotta una collana di VCD (Video CD) che mostrano diversi Taolu di uno stile che si chiama Gongliquan 功力拳, dimostrati da Lu Zhenzhong 吕振忠, dal titolo Gongliquan xilie  功力拳系列 (Serie del Pugilato del compimento della forza). Questi i titoli dei singoli VCD:
- Gongli jiazi  功力架子 (Struttura del Compimento della Forza);
- Gongli duida Wuhuchui 功力对打 五虎捶 (Battersi in coppia del Compimento della Forza: colpi delle cinque tigri);
- Gongli huaquan 功力花拳 (Pugilato fiorito del Compimento della forza);
- Gongli jin zhuang chui 功力金撞捶 Gongli duida Xiaochui 功力对打小捶 (Colpi che urtano contro l'oro del compimento della forza; Battersi in coppia del Compimento della Forza: piccoli colpi);
- Gongli liutuijia 功力溜腿架 Gongli cuanquan 功力窜拳 (Struttura dei calci che scorrono del Compimento della forza; pugilato sfuggente del Compimento della forza);
- Gongli Qinglongjian 功力青龙剑 (Spada del drago verde del Compimento della Forza);
- Gongli Simendao 功力四门刀 (Sciabola delle Quattro Porte del Compimento della Forza);
- Gongli xiao shen qiang 功力肖神枪 (Lancia del ritratto dello spirito del Compimento della Forza).

Lu Zhenzhong (吕振忠) è il vice presidente dell'Associazione di Ricerca sul Gongliquan (Zhongguo Kaimen Gongli Quanfa yanjiuhui 中国开门功力拳法研究会).

### Video
- Forma di Gongliquan, su nz.youtube.com.